# Jonathan E. Steinberg
Jonathan E. Steinberg – amerykański producent telewizyjny i scenarzysta. Wspólnie z Joshem Schaerem i Stephenem Chboskym stworzył serial telewizyjny Jerycho, przy którym pracował jako scenarzysta i producent. Jest producentem i współtwórcą seriali Piraci i Human Target. Wraz z Rickiem Riordanem współtworzył amerykański serial Percy Jackson i bogowie olimpijscy, który premierę ma 20 grudnia 2023 roku na platformie Disney+.
Steinberg jest też szwagrem gubernatora Pensylwanii Josha Shapiro.

## Filmografia
| Rok           | Tytuł                              | Znany jako | Znany jako           | Znany jako | Znany jako | Uwagi                                                 |
| Rok           | Tytuł                              | Autor      | Producent wykonawczy | Twórca     | Reżyser    | Uwagi                                                 |
| ------------- | ---------------------------------- | ---------- | -------------------- | ---------- | ---------- | ----------------------------------------------------- |
| 2006–2008     | Jerycho                            | Tak        | Tak                  | Tak        | Nie        | Współtworca, napisał 6 odcinków                       |
| 2010–2011     | Human Target                       | Tak        | Tak                  | Tak        | Nie        | Twórca, napisał 8 odcinków                            |
| 2014–2017     | Piraci                             | Tak        | Tak                  | Tak        | Tak        | Współtwórca, napisał 21 odcinków Reżyseria: „XXXVIII” |
| 2019          | See                                | Tak        | Tak                  | Nie        | Nie        | Współautor 2 odcinków                                 |
| 2022– obecnie | Stary człowiek                     | Tak        | Tak                  | Tak        | Nie        | Współautor 7 odcinków                                 |
| 2023 –obecnie | Percy Jackson i bogowie olimpijscy | Tak        | Tak                  | Nie        | Nie        |                                                       |